# マーシュア
マーシュア (Marshua、1962年3月19日 - 1984年ごろ) は、アメリカの競走馬、繁殖牝馬。主な勝ち鞍は1965年のCCAオークス。

## 生涯
1962年、ケンタッキー州のウォーレス・ギルロイによって生産され、彼の妻の名義でレースに出走した。1964年は16戦に出走して15戦で賞金圏内に入り、2歳牝馬としては全米で2位につける非常に優秀な成績を収めた。このシーズンの最大のハイライトはローレルパーク競馬場で行われたセリマステークスで、後の最優秀2歳牝馬であるクイーンエンプレスとの競り合いをクビ差で制した。ほか、スカイラヴィルステークスとマーガレットステークスも勝利している 。
3歳シーズンはCCAオークスを勝利し、エイコーンステークスで2着、モンマスオークスで3着に入った。このシーズンを持って引退し、繁殖入り。生涯成績は21戦6勝、獲得賞金は31万7599ドル。
繁殖牝馬としてもトップクラスというほどではないが、重賞馬を出すなど一定の成功を収めた。1984年に不受胎と記録されているのが彼女に関する最後の記録で、それ以降の消息は不明。
マーシュアの活躍をたたえ、1987年から毎年2月にローレルパーク競馬場で開催されるマーシュアステークスが新設された。

## 主なファミリーライン
牝系図の主要な部分（太字はG1級競走優勝馬）は以下の通り。*は日本に輸入された馬。
- Marshua 1962
  - Call Me Goddess 1971
    - Smuggly 1980（サンタラリ賞）
      - *ソウスマッグ 1989
        - サヨウナラ 2001（エンプレス杯）

    - *ダンツシアトル 1995（宝塚記念、京阪杯）

  - Princess Marshua 1974
    - My Darling One 1981（米ファンタジーS）
      - Ostora 1986
        - Onda 2001
          - Tonemai 2006（フランシスコ・エドゥアルド・デ・パウロ・マチャド大賞）

      - *バーシャ 1989
        - ベルスリーブ 2005
          - ベルラップ 2012（京都2歳S）

      - *ハートレイク 1991（安田記念、京王杯SC、愛コンコルドS）
      - Darling Flame 1993
        - Flamelet 2000
          - Seeking Solace 2007
            - Ten Sovereigns 2016（ミドルパークS、ジュライC）

        - Firemaid 2004
          - Shamal Wind 2009（オークレイプレート）

      - *ソプラニーノ 1997
        - オリーブブランチ 2002
          - クイーンオリーブ 2008
            - ペプチドナイル 2018（フェブラリーS）

牝系図の出典：牝系検索α

## 血統表
| マーシュア（Marshua）の血統 | マーシュア（Marshua）の血統                        | マーシュア（Marshua）の血統                        | （血統表の出典）                                   | （血統表の出典） |
| 父系                        | ナスルーラ系                                       | ナスルーラ系                                       | ナスルーラ系                                       |                  |
| 父 Nashua 1952 鹿毛         | 父の父Nasrullah 1940 鹿毛                          | Nearco                                             | Pharos                                             | Pharos           |
| 父 Nashua 1952 鹿毛         | 父の父Nasrullah 1940 鹿毛                          | Nearco                                             | Nogara                                             |                  |
| 父 Nashua 1952 鹿毛         | 父の父Nasrullah 1940 鹿毛                          | Mumtaz Begum                                       | Blenheim                                           | Blenheim         |
| 父 Nashua 1952 鹿毛         | 父の父Nasrullah 1940 鹿毛                          | Mumtaz Begum                                       | Mumtaz Mahal                                       |                  |
| 父 Nashua 1952 鹿毛         | 父の母Segula 1942 黒鹿毛                           | Johnstown                                          | Jamestown                                          | Jamestown        |
| 父 Nashua 1952 鹿毛         | 父の母Segula 1942 黒鹿毛                           | Johnstown                                          | La France                                          |                  |
| 父 Nashua 1952 鹿毛         | 父の母Segula 1942 黒鹿毛                           | Sekhmet                                            | Sardanapale                                        | Sardanapale      |
| 父 Nashua 1952 鹿毛         | 父の母Segula 1942 黒鹿毛                           | Sekhmet                                            | Prosopopee                                         |                  |
| 母 Emardee 1950 黒鹿毛      | 母の父Heliopolis 1936 鹿毛                         | Hyperion                                           | Gainsborough                                       | Gainsborough     |
| 母 Emardee 1950 黒鹿毛      | 母の父Heliopolis 1936 鹿毛                         | Hyperion                                           | Selene                                             |                  |
| 母 Emardee 1950 黒鹿毛      | 母の父Heliopolis 1936 鹿毛                         | Drift                                              | Swynford                                           | Swynford         |
| 母 Emardee 1950 黒鹿毛      | 母の父Heliopolis 1936 鹿毛                         | Drift                                              | Santa Cruz                                         |                  |
| 母 Emardee 1950 黒鹿毛      | 母の母Miss Drummond 1941 黒鹿毛                    | Pharamond                                          | Phalaris                                           | Phalaris         |
| 母 Emardee 1950 黒鹿毛      | 母の母Miss Drummond 1941 黒鹿毛                    | Pharamond                                          | Selene                                             |                  |
| 母 Emardee 1950 黒鹿毛      | 母の母Miss Drummond 1941 黒鹿毛                    | The Drum                                           | Sir Gallahad                                       | Sir Gallahad     |
| 母 Emardee 1950 黒鹿毛      | 母の母Miss Drummond 1941 黒鹿毛                    | The Drum                                           | Taps                                               |                  |
| 母系(F-No.)                 | (FN:16)                                            | (FN:16)                                            | (FN:16)                                            | [ § 2 ]          |
| 5代内の近親交配             | Phalaris 5×4、Sir Gallahad 5×4、Selene 4×4（母内） | Phalaris 5×4、Sir Gallahad 5×4、Selene 4×4（母内） | Phalaris 5×4、Sir Gallahad 5×4、Selene 4×4（母内） | [ § 3 ]          |
| 出典                        | 1. 2. 3.                                           | 1. 2. 3.                                           | 1. 2. 3.                                           | 1. 2. 3.         |